# Robert Kühner
Robert Kühner (n. 15 martie 1903, Paris – d. 27 februarie 1996, Lyon) a fost un profesor universitar de botanică și de științe naturale, botanist, micolog (specializat în domeniul Agaricales) și microbiolog francez cu rădăcini germane de renume mondial. Abrevierea numelui său în cărți științifice este Kühner.

## Biografie
Kühner s-a interesat deja ca băiat pentru natură, nu numai pentru micologie, ci, de asemenea, pentru botanică și entomologie. În timp ce Primul Război Mondial se dezlănțuia în restul lumii, el a cercetat, descris și pictat în acuarele în timpul vacanțelor sale în Alpii francezi la Saint-Bon-Tarentaise din Savoia flora alpină, fauna insectelor precum ciuperci „nedeterminabile”, cu scopul de a deveni învățător. Literatura lui de noptieră au fost cele două volume despre familia de fungi Agaricaceae ale lui Adalbert Ricken, anume Die Blätterpilze (Agaricaceae) Deutschlands und der angrenzenden Länder, besonders Oesterreichs und der Schweiz. Mai târziu, a avut prilejul de a învăța mai mult în domeniul micologiei, datorită contactului cu specialiști eminenți, ca de exemplu André Maublanc (1880-1958), Narcisse Théophile Patouillard sau Georges Malençon (1898-1984) în timpul mai multor excursii organizate de Societatea Micologică ai Franței.
După ce a luat bacalaureatul, a fost primit la Sorbona, apreciata universitate în Paris. Din 1922, a acumulat descrieri ale tuturor recoltelor sale, după modelul lui Patouillard, cu care și-a pregătit teza la universitate sub supravegherea profesorului Pierre Augustin Dangeard (1862-1947). Influența lui René Maire i-a dat gustul pentru detalii, menționând caracteristicile microscopice ale structurilor (acoperiri, bătătura lamelor), originar dezvăluite de Victor Fayod (1860-1900) în 1889, dar puțin exploatate de atunci. El a dobândit astfel tehnicile histologice pentru studierea himenului, basidiilor și sporilor care i-au permis să facă descoperiri importante în reflecțiile sale ca sistematician. A abilitat în botanică cu teza despre citologia Agaricilor, anume Contribution à l'étude des hyménomycètes et spécialement des agaricacées (Série A. N° 1054. N° d'ordre : 1896). Pentru aceastä lucrare a fost premiat cu Premiul Desmazières al Academiei Franceze de Științe. 
Dar această teză nu i-a oferit nicio angajare, așa că a trebuit să-și completeze licența de predare și să promoveze în plus în examenul de științe naturale în 1931. În urmă a fost angajat la liceul din  Lille ca profesor de științe naturale.
René Maire i-a oferit, câteva luni mai târziu, un post de asistent în domeniul botanicii la Facultatea de Științe din Alger, unde a rămas pentru o perioadă scurtă de timp, după ce a reușit să obțină un post similar la Facultatea de Științe din Paris în ianuarie 1933. Tot în 1933, a devenit doctor în științe. Deși doctor de stat din 1926, a trebuit să aștepte până în 1938 pentru a dobândi, după mai multe candidaturi nereușite, un post de lector în botanică la Facultatea de Științe din Lyon. Între anii 1933 și 1938, s-a dedicat pasiunii sale pentru micologie, în timpul întâlnirilor sale cu Henri Romagnesi (1912-1999). A publicat voluminoase monografii despre genurile Galera în 1935 și Mycena în 1938.
În 1946, a devenit profesor titular cu titlu personal la Universitatea din Lyon până ce a fost numit profesor titular al scaunului de microbiologie și micologie în 1959. Din 1954, s-a ocupat intensiv cu genul Inocybe. În 1962, i-a fost încredințat și scaunul pentru botanică la această universitate. În plus a obținut autorizația de a instala un laborator asociat de micologie precum conducerea acestuia de către CNRS (Centrul Național Francez de Cercetări Științifice). Comunitatea națională de științe i-a recunoscut meritele, numindu-l profesor de clasă excepțională în 1966. A deținut toate trei funcțiile până ce s-a retras în 1973.

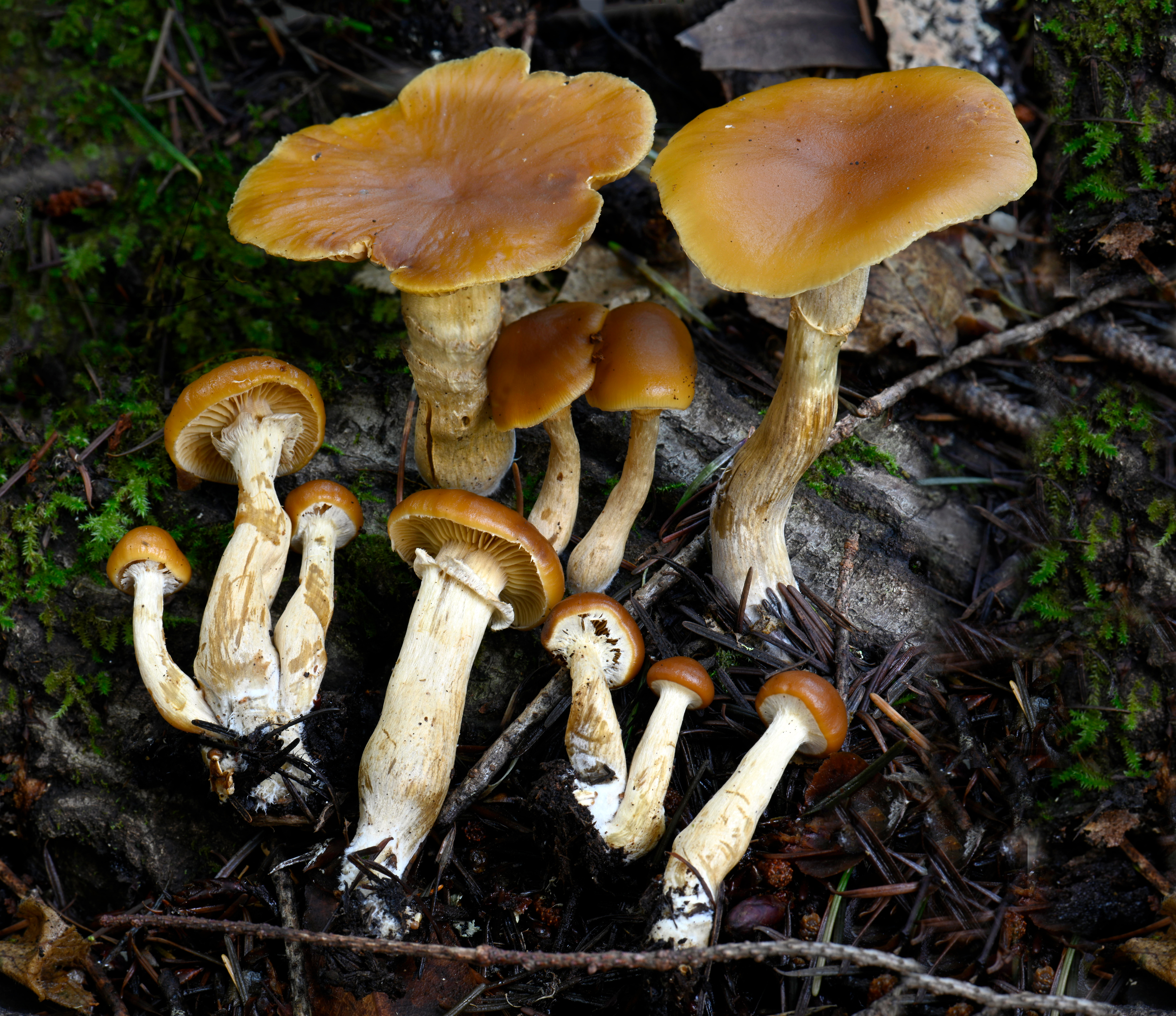
Galerina marginata

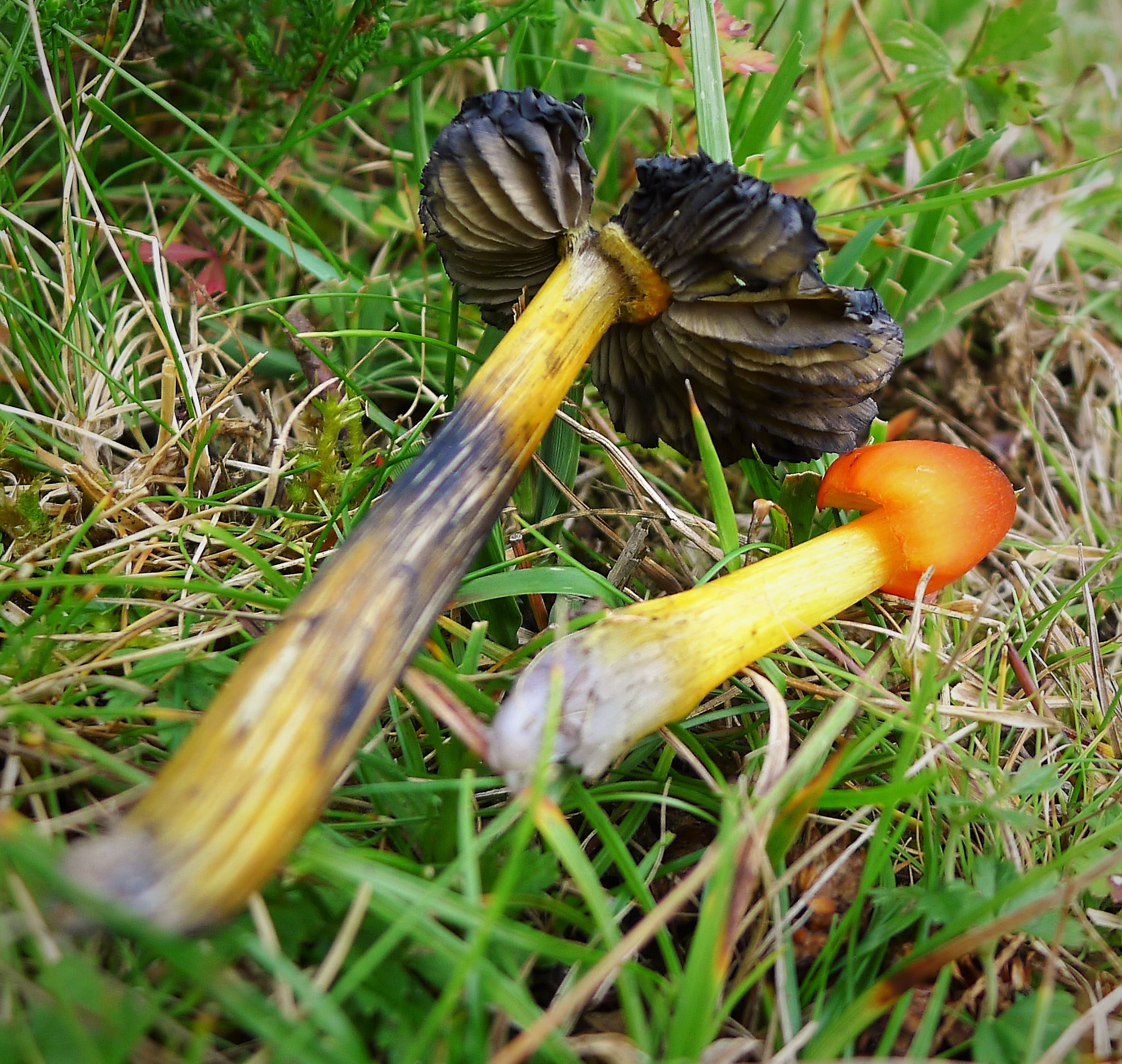
Hygrocybe nigrescens

În cadrul universitar a fost foarte apreciat pentru bogăția și claritatea prelegerilor și  numeroaselor sale publicații, citate în cea mai mare parte în opera sa de 1027 de pagini, intitulată Les Hymenomycetes agaricoïdes (Agaricales, Tricholomales, Pluteales, Russulales (studiu general și clasificare), publicată de Societatea Lineană în iunie 1980. Astfel s-a făcut cunoscut pe scară largă micologilor din toate națiunile. În special, trebuie menționate cărțile sale despre genul Galera (1935), genul Mycena (1938) și, mai presus de toate, în colaborare cu Henri Romagnesi, Flore analytique des champignons supérieurs („Flora analitică a ciupercilor superioare”) din 1953-1955. Cercetările sale au fost limitate la Franța metropolitană, dar și-a dedicat o mare parte din timpul liber studiului Agaricilor alpini. A făcut, în special, numeroase sejururi la laboratorul Jaysinia din Samoëns, însoțit de tineri cercetători, din care am făcut parte câțiva ani la rând și Denise Lamoure sau Lucien Oddoux. În plus față de morfologia macro- și microscopică pe care a însușit-o foarte devreme, a predat cursuri în cunoștințele despre reacțiile chimice, caracteristicile citologice și culturale ale Agaricales și a încurajat tinerii cercetători să folosească microscopia electronică și mai ales să lucreze în contextul chimiei micologice.
Rezumativ: cercetările lui s-au concentrat asupra basidiomicetelor din ordinele Agaricales și Boletales, adesea combinate într-una, fiind orientate în direcții foarte variate, anume:
- Ecologie (din zona alpină a Arcului Alpin până în Laponia),
- Anatomia și ontogenia bazidiocarpului,
- Microtopografie a pigmentării celulelor vii, a conținutului celular și a necro-pigmentării și pigmentărilor intercelulare,
- Peretele basidiosporului (arhitectură și orientare),
- Comportamentul nuclear al sporului către miceliu rezultat din germinarea acestuia,
- Comportamentul nuclear al basidiei către sporii pe care îi poartă,
- Anomalii ale comportamentului nuclear.

Referințele principale pentru biografie: 

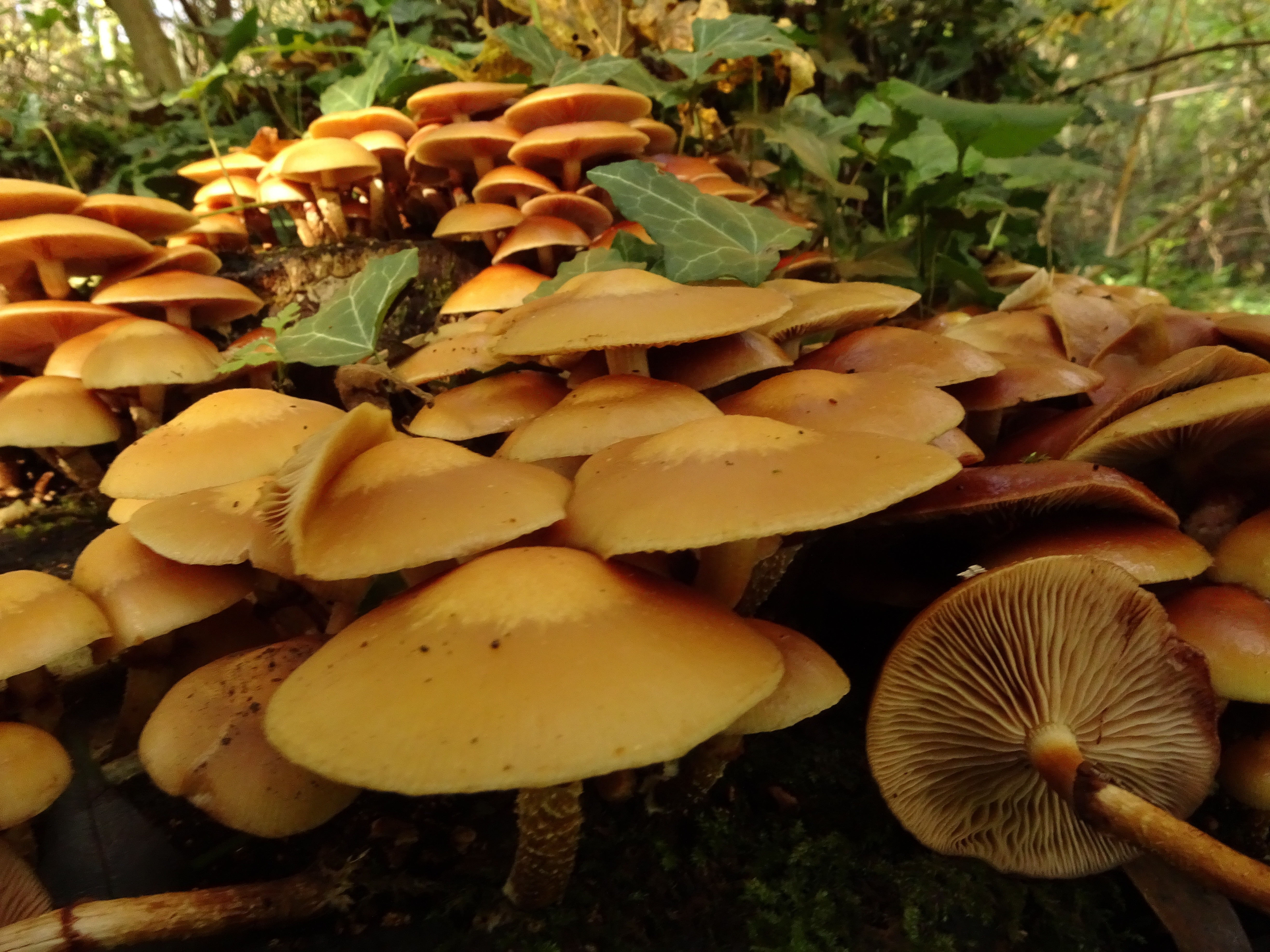
Kuehneromyces mutabilis

## Onoruri
- Membru corespondent al Academiei Franceze de Științe în domeniul botanică (1965-1996)
- Membru corespondent al Academiei Franceze de Științe în domeniul biologie animală și vegetală (1976-1996)
- Membru al Société mycologique de France (1920)
- Membru al Société linnéenne de Lyon (1922)
- Membru al Société botanique de France (1935)
- Membru al Société des naturalistes d'Oyonnax (1954)
- Profesor de clasă excepțională (1966)
- Premiul Desmazières al Academiei Franceze de Științe (1926)
- Cavaler al Ordinului meritului agricol (1954)
- Comandor al Ordinului Palmelor Academice (1965)
- Ofițer ai Legiunii de onoare (1972)

## Genuri și specii de fungi denumite de Kühner (selecție)
| - Calocybe, gen, (Kühner, 1938) Marinus Donk (1962) - Marasmiaceae, gen, (Roze, 1876) Kühner (1980) - Xeromphalina, gen, Kühner & Maire (1934) - Amanita cokeri (Kühner & E.J.Gilbert, 1928) E.J.Gilbert (1940) - Calocybe constricta, (Fr.) Kühner, 1938, azi Tricholomella constricta (Fr.) Zerova (1979) - Conocybe filaris (Fr., 1884) Kühner (1935) - Cantharellus ianthinoxanthus (Maire) Kühner (1947) - Conocybe tenera (Schaeff. ex Fr.) Kühner - Conocybe togularis (Bull., 1793) Kühner (1935) - Galerina marginata (Batsch, 1789) Kühner (1935) - Galerina tibiiystis (G.F.Atk., 1908) Kühner (1935) - Hygrocybe nigrescens (Quél., 1888) Kühner (1926) - Hygrocybe ovina (Bull., 1793) Kühner (1926) - Inocybe abietis Kühner (1953) - Inocybe alboperonata Kühner (1988) - Inocybe amblyospora Kühner (1955) - Inocybe amoenolens Kühner (1988) - Inocybe appendiculata Kühner (1955) - Inocybe arthrocystis Kühner (1988) - Inocybe auricomella Kühner (1988) | - Inocybe auricomella Kühner (1988) - Inocybe bivela Kühner (1988) - Inocybe bulbosissima (Kühner, 1988) Bon (1992) - Inocybe fibrosoides Kühner (1933) - Inocybe fulvipes Kühner (1988) - Inocybe furfurea Kühner (1955) - Inocybe fuscescentipes Kühner (1988) - Inocybe fuscomarginata Kühner (1956) - Inocybe godfrinioides Kühner (1988) - Inocybe guttulifer Kühner (1988) - Inocybe gymnocarpa Kühner (1953) - Inocybe gymnopilus Kühner (1988) - Inocybe heterocystis Kühner (1988) - Inocybe hinnulea Kühner (1988) - Inocybe hygrophorus Kühner (1956) - Inocybe hypotheja Kühner (1988) - Inocybe immaculipes Kühner (1988) - Inocybe infumata Kühner (1988) - Inocybe jacobi Kühner (1956) | - Inocybe johannae Kühner (1988) - Inocybe leucoblema Kühner (1956) - Inocybe leucoloma Kühner (1988) - Inocybe melliolens Kühner (1988) - Inocybe microfastigiata Kühner (1988) - Inocybe obtusiuscula Kühner (1988) - Inocybe paludosa Kühner (1988) - Inocybe pelargoniodora Kühner 1988 - Inocybe pelargonium Kühner (1955) - Inocybe personata Kühner (1955) - Inocybe phaeodisca Kühner (1955) - Inocybe phaeoleuca Kühner (1955) - Inocybe polytrichi-norvegici Kühner (1988) - Inocybe pseudoasterospora Kühner & Boursier (1932) - Inocybe pseudoflocculosa Kühner (1988) - Inocybe pseudohiulca Kühner (1933) - Inocybe salicis-herbaceae Kühner (1988) - Inocybe solidipes Kühner (1988) - Inocybe squarrosoannulata Kühner (1988) | - Inocybe striaepes Kühner (1988) - Inocybe subannulata Kühner (1988) - Inocybe subbrunnea Kühner (1955) - Inocybe subhirsuta Kühner (1988) - Inocybe subnudipes Kühner (1955) - Inocybe subpaleacea Kühner (1988) - Inocybe substellata Kühner (1988) - Inocybe substraminipes Kühner (1988) - Lentinellus ursinus (Fr., 1825) Kühner (1926) - Lentinellus vulpinus (Sowerby 1802) Maire & Kühner (1934) - Leucopaxillus tricolor (Peck, 1888) Kühner (1926) - Melanoleuca polioleuca (Fr., 1821) Kühner & Maire (1934) - Panaeolus foenisecii (Pers., 1800) Maire & Kühner (1933) - Panellus serotinus (Pers., 1793) Kühner (1950) - Pluteus atromarginatus (Konrad) Kühner (1935) - Tubaria confragosa (Fr., 1838) Kühner (1969) - Xeromphalina campanella (Batsch, 1783) Kühner & Maire (1953) |

## Genuri și specii dedicate lui Kühner (selecție)
| - Kuehneromyces, gen, (Schaeff., 1774) Singer & A.H.Sm. (1946) - Agaricus kuehnerianus Heinem. (1974) - Clitocybe kuehneri Lamoure (1997) - Collybia kuehneriana Singer (1961) - Conocybe kuehneri Singer (1943) - Conocybe kuehneriana Singer (1969), azi Conocybe velutipes - Cortinarius kuehneri M.M. Moser (1974) - Cystoderma kuehneri Singer (1943) - Duportella kuehneroides Boidin, Lanq. & Gilles (1991) - Entoloma kuehnerianum Noordeloos (1985) - Hebeloma kuehneri Bruchet (1970) | - Hebelomatis kuehneri (Bruchet) Locquin (1979) [1977] - Inocybe kuehneriana Locquin - Inocybe kuehneri Stangl & Veselský (1974) - Melanoleuca kuehneri Bon (1988) - Kuehneromyces alpinus A.H.Sm. (1957) - Kuehneromyces cystidiosus Singer (1953) - Kuehneromyces leucolepidotus Pegler & T.W.K.Young (1972) - Kuehneromyces mutabilis (Schaeff., 1774) Singer & A.H.Sm. (1946) - Kuehneromyces rostratus (Sacc.) Singer & A.H.Sm. (1946) - Kuehneromyces vernalis Singer & A.H. Sm. (1946) - Lactarius kuehneri Josserand (1952) | - Lactarius kuehnerianus Malençon (1974), azi Lactifluus luteolus - Lepiota kuehneri Huijsman (1943) - Lepiota kuehneriana Locquin (1956) - Melanoleuca kuehneri Bon (1988) - Mycena kuehneri Singer (1943) - Mycena kuehneriana A.H.Sm. (1947) - Mycenella kuehneri Romagn. (1941) - Omphalina kuehneri Lamoure (1974) - Parasola kuehneri (Uljé & Bas) Redhead, Vilgalys & Hopple - Pseudoomphalina kuehneri Bon (1997) - Skeletocutis kuehneri D. Arora (1982) |

## Publicații (selecție)
- Contribution à l'étude des hyménomycètes et spécialement des agaricacées, Paris 1926, Editura Jouve et Cie, cu figuri și plăci (teza)
- Contribution à l'étude des Hyménomycètes et spécialement des Agaricacées", în: Le Botaniste, vol. 17, nr. 1, Paris 1926, p. 1-224
- Notes sur le genre Inocybe II: Les Inocybes goniosporées, în: Bulletin Trimestriel de la Société Mycologique de France, vol. 48, nr. 2, 1932, p. 118-161 (împreună cu J. Boursier)
- Notes sur le genre Inocybe III, les inocybes goniosporés (fin) , în: Bulletin Trimestriel de la Société Mycologique de France, vol. 49, nr. 2, 1933, p. 81-121
- Robert Kühner (1933) Études sur le genre Marasmius  în: Le Botaniste, vol. 25, nr.1, 1933, p. 57-114
- Le Genre Galera (Fries) Quélet, Editura Paul Lechevalier, Paris 1936, 240 p.
- Le Genre' Mycena (Fries), étude cytologique et systématique des espèces d'Europe et d'Amérique du Nord, Editura Paul Lechevalier, Paris 1938, 711 p. (cu o prefață de René Maire)
- Utilization du carmin acetique dans la classification des Agarics leucospores, în: Bulletin Mensuel de la Société Linnéenne de Lyon, nr. 7, 1938, p. 204-211
- Cours de biologie végétale: 1. Biologie cellulaire 2. Biologie des végétaux hétérotrophes 3. Biologie des végétaux autotrophes - Bactéries autotrophes, organisation et reproduction des végétaux chlorophylliens, 2 volume, Editura Tournier et Constans, Paris 1947-1949
- Flore analytique des champignons supérieurs (agarics, bolets, chanterelles) comprenant les espèces de l'europe occidentale et centrale ainsi que la plupart de celles de l'Algérie et du Maroc, Editura Masson, Paris 1953 (împreună cu Henri Romagnesi 556 p.
- Compléments a la Flore Analytique: III. Especes nouvelles, critiques ou rares de Pleurotacées, Marasmiacées et Tricholomacées în: Bulletin de la Société des naturalistes d'Oyonnax pour l'étude et la diffusion des sciences naturelles dans la région, nr. 8, 1954,  p. 73- 31 (împreună cu Henry Romagnesi)
- Compléments a la Flore Analytique: V. Inocybe léiosporés cystidiés. Espèces nouvelles ou critiques în: Bulletin de la Société des naturalistes d'Oyonnax pour l'étude et la diffusion des sciences naturelles dans la région, nr. 9 (suplement), 1955,  95 p. (împreună cu Henry Romagnesi)
- Compléments a la Flore Analytique: VI. Inocybes goniosporés et Inocybe acystidiés, espèces nouvelles ou critiques în: Bulletin de la Société Mycologique de France, vol. 71, nr. 3, 1956 p. 169-201
- Complements a la "Flore analytique, în: Bibliotheca Mycologica, vol. 56, nr. 1, Editura J. Cramer, Vaduz, 1 ianuarie 1977 ISBN 978-3768211314
- Les Hyménomycètes agaricoides, în: Bulletin Mensuel de la Société Linnéenne de Lyon, 1980, nr. 49, p. 1–1027
- Flore analytique des champignons supérieurs : (agarics, bolets, chanterelles) : comprenant les espèces de l'Europe occidentale et centrale ainsi que la plupart de celles de l'Algérie et du Maroc, Editura Masson, Paris - New York - Barcelona Paris 1984 556 p.
- Diagnoses de quelques nouveaux Inocybes récoltés en zone alpine de la Vanoise (Alpes françaises), în: Documents Mycologiques, vol. 19, nr. 74, 1988, p. 1-27
- 70 de publicații în Bulletin mensuel de la Société linnéenne de Lyon